# Trận Cynoscephalae
Trận Cynoscephalae đã xảy ra ở Thessaly năm 197 TCN, giữa quân đội La Mã, do Titus Quinctius Flamininus chỉ huy, và nhà Antigonos của Macedonia, do Philippos V chỉ huy.

## Khởi đầu
Flamininus cùng với đồng minh của mình từ Liên minh Aetolia, đã đóng quân tại Thebes, đã hành quân tới bên ngoài Pherae trong khi tìm kiếm Philippos V, người đã ở Larisa. Khi Flamininus bắt đầu cuộc hành quân của mình tới Larisa, ông đã có dưới sự chỉ huy của mình 32500 đến 33400 binh lính. Bên cạnh sự có mặt thườn trực của quân đội La Mã và lính trợ chiến, sẽ còn có sự xuất hiện của lực lượng bao gồm quân đội từ liên minh Aetolia, bộ binh nhẹ từ Athamania, lính bắn cung đánh thuê từ Crete, voi và kị binh Numidian từ vua Masinissa của Numidia trong quân đội của Flamininus. Philippos có khoảng 16000 bộ binh nặng trong đội hình Phalanx, 2000 lính ném lao, 5500 bộ binh nhẹ từ Illyria, Thrace, và Crete, và 2000 kị binh với tổng số 25000 quân. Hai đội quân gặp nhau gần Pherae, và quân của Philipos đã bị đánh bại trong một cuộc giao tranh nhỏ của kị binh trên ngọn đồi bên ngoài thành phố. Cả hai bên sau đó hành quân về hướng Scotusa để tìm kiếm lương thực.

## Trận đánh
Trong suốt cuộc hành quân có một cơn bão lớn, và vào buổi sáng hôm sau sương mù đã bao phủ hết quả đồi, ngăn cách chiến trường giữa 2 trại. Bất chấp điều này, Philippos thúc giục hành quân, và quân của ông đã trở nên bối rối và mất phương hướng. Philippos sau đó đã gửi một lực lượng nhỏ để chiếm lấy đồi Cynoscephalae. Flamininus vẫn không xác định được vị trí của Philippos nên đã gửi vài kị binh và bộ binh nhẹ tới để trinh sát, và đã chạm trán với quân của Philippos trên đồi. Trận chiến trở nên dữ dội và Flamininus gửi 500 kị binh cùng 2000 bộ binh tới tăng viện chủ yếu là người Aetolia, buộc lính của Philippos phải rút khỏi đỉnh đồi. Philippos lúc này gửi thêm nhiều quân vào chiến trường, người Macedonia và kị binh Thessalia, những người đã đuổi được người La Mã khỏi đồi, cho đến khi kị binh Aetolia ổn định được tình hình. Philippos mặc dù không muốn gửi đội hình Phalanx của mình vào chỗ gập ghềnh, địa hình đồi núi đã ra lệnh tấn công cùng với 8000 lính khi ông nghe được rằng người La mã đã rút lui. Flamininus đã củng cố quân đội của mình trên chiến trường một cách rất tốt.
Cánh phải của Philippos lúc này đang ở vị trí cao hơn so với cánh trái của người La Mã, và bước đầu thành công đối với họ. Cánh trái của ông và trung tâm, tạo thành một đội 8.000 lính phalangites, tuy nhiên vẫn vô tổ chức và ở vị trí hành quân, vì vậy họ đã thậm chí không tạo thành đội hình đã nêu ra, vì vậy khi Flamininus gửi voi đến và tấn công, họ tan vỡ.sau khi phá vỡ đội hình, một trong những quan bảo dân La mã đã dẫn hai mươi maniples (một bộ phận nhỏ hơn của legion) và tấn công cánh phải quân Macedonia từ phía sau. Người Macedonia không thể củng cố được vị trí của mình một cách nhanh chóng như các maniples La Mã. Bây giờ họ bị bao quanh bởi hai cánh của người La Mã, họ phải chịu thiệt hại nặng và chạy trốn.

## Kết quả
Sau một cuộc truy đuổi ngắn, Flamininus đã để cho Philippos chạy thoát. Theo Polybius và Livy, 5.000 người Macedonia đã bị giết chết (mặc dù Livy nói rằng theo các nguồn khác là 32.000 người Macedonia đã thiệt mạng). Flamininus cũng bắt được 1000 tù binh. Người La Mã mất 2000 lính.
Thất bại này của người Macedonia đã đánh dấu sự thay đổi quyền lực từ tay những người thừa kế của Alexandros Đại đế tới La Mã. Cùng với trận Pydna sau này, thất bại này đã chứng tỏ sự kém hiệu quả của đội hình Phalanx Macedonia, trước đây là các đơn vị chiến đấu hiệu quả nhất trong thế giới cổ đại, so với sự linh hoạt của các quân đoàn La Mã.
Mặc dù hòa bình sau đó cho phép Philippos giữ vương quốc một cách nguyên vẹn như là một nhà nước đệm giữa các tiểu bang Hy Lạp và Illyria, Flamininus tuyên bố rằng các thị quốc Hy Lạp trước đây dưới sự thống trị của Macedonia đã được giải phóng. Philipos phải bồi thường 1000 talent và giải thể toàn bộ hải quân cũng như hầu hết quân đội của ông. Ông cũng đã phải đưa con trai ông đến làm con tin ở La Mã.